# Сыроежка светло-жёлтая
Сырое́жка све́тло-жёлтая (лат. Rússula clarofláva) — вид грибов, включённый в род Сыроежка (Russula) семейства Сыроежковые (Russulaceae).

## Описание
Шляпка достигает 3—12 см в диаметре, сначала полушаровидная, затем выпуклая, уплощённая и слабо вдавленная, у старых грибов с бороздчатым краем. Окраска жёлтая или охристая, реже, особенно в центре, зеленовато-жёлтая. Кожица блестящая, клейкая, снимающаяся на протяжении половины шляпки.
Пластинки довольно частые, разветвляющиеся у ножки, почти свободные, светло-охристые, при повреждении сереющие.
Ножка цилиндрическая или сужающаяся книзу, белая или желтоватая, мягкая, но не ломкая.
Мякоть крепкая, белая, на воздухе обычно сереющая, со слабым сладковатым или цветочным запахом и со сладковатым или слабо острым вкусом.
Споровый порошок охристого цвета. Споры 8,5—10×7,5—8 мкм, яйцевидные, шиповатые, с хорошо развитой сеточкой. Пилеоцистиды отсутствуют.
Съедобна, обладает приятным вкусом, однако ценится меньше других сыроежек, в частности, сыроежки охристой.

## Экология
Сыроежка светло-жёлтая образует микоризу с берёзой, часто встречается на заболоченных местах.

## Сходные виды
- Russula ochroleuca предпочитает более сухие места, произрастает как под лиственными, так и под хвойными деревьями. Обладает более острым вкусом и более светлыми пластинками. Не сереет при повреждении.

## Таксономия

### Синонимы
- Russula flava Romell, 1895
- Russula flava var. pacifica Kauffman, 1929
- Russula flaviceps Peck, 1900
- Russula ochroleuca var. claroflava (Grove) Cooke, 1890
- Russula decolorans var. constans sensu P.Karst., 1889 non Britzelm., 1885